# Ріан Тісдейл
Ріан Луїза Тісдейл (англ. Rhian Louise Teasdale) — музикантка із Формбі. Хоча вона була найбільш відома як одна з учасниць Wet Leg, вона випустила шість пісень до цього під назвою RHAIN. Вона була пов'язана з музичною сценою в Бристолі.

## Життя і кар'єра
Ріан Луїза Тісдейл народилася у Формбі, але переїхала на острів Вайт, ⁣ коли їй було вісім. Її батьки обоє служили в торговому флоті. У ранніх оглядах її описували як вихідцю з Ісландії ; У грудні 2016 року в інтерв'ю 365bristol.com вона пожартувала, що це пов'язано з "таємним тунелем, який пролягає прямо від Рейк'явіка до Сандауну, з входом, де раніше був Вулвортс ". Вона познайомилася з майбутнім засновником Chiverin, Аледом Чіверсом, коли їй було шістнадцять, який притягнув її до Брістоля та підписав з нею контракт. 5 лютого 2016 року вона випустила «Humdrum Drivel»; у вересні 2016 року NME описав його як «кожний дюйм чарівний». 8 липня 2016 року вона випустила «Josephine», а 4 листопада 2016 року вона випустила «Pavlova», який The Independent описав як «роздягнений з безпомилковим вокалом, що поєднується з нав'язливим акомпанементом фортепіано». 2 грудня 2016 року вона випустила міні-альбом з чотирьох треків One November Echo, який містив «Humdrum Drivel», «Josephine» і «Pavlova».
23 травня 2018 року вона випустила «Solid Gold»; в інтерв'ю Dork вона заявила, що почала пісню, не знаючи, про що вона, що вона написала куплет у «справді спекотний день», «думаючи про застійне повітря між будинками з терасами, які уздовж нашої маленької вулиці» і «про те, як помічати летаргічний темп повсякденності та намагатися вирватися з його лап», і що вона розробила пісню з Plastic Mermaids, гуртом, очолюваним Дугласом Річардсом, а також його братом Джеймі Річардсом. 29 серпня 2018 року вона випустила «Time Traveller», пісню про свого дідуся, яку вона раніше виконувала для Burberry Acoustic у лютому 2017 року. І яку також спродюсував Дуглас Річардс. 2 вересня 2018 року, перебуваючи на колесі огляду на тогорічному фестивалі End of the Road (який того року відбувся між четвергом, 30 серпня, та неділею, 2 вересня), вона та Хестер Чемберс створили Wet Leg, з якою вона познайомилися в коледжі музики Platform One на острові Вайт під час навчання; Раніше Чемберс грав на гітарі у піснях Тісдейл, тоді як Тісдейл раніше грала на фортепіано у піснях Чемберс.

## Артистизм
Її голос порівнювали з Кейт Буш, Б'єрк і Джоанною Ньюсом. У статті на 365bristol.com зазначалося, що "коротке перемішування [ … ] її підліткового MP3-плеєра [ … ] пригостило б вас фрагментами з A Tribe Called Quest, Arcade Fire, The Bees, Devendra Banhart, [ … ] Bjork, [ … ] Джоні Мітчелл [,] і Скаут Ніблетт "; вона також використала статтю, щоб зазначити, що її надихнуло «ставлення» «людей, які щойно взяли інструмент, використали свої вуха і зробили щось, що їм добре звучить».

## Особисте життя
У липні 2023 року Дуглас Річардс використав статтю в The Sunday Times, щоб зробити низку бридких звинувачень щодо неї та групи; у статті стверджувалося, що він зустрічався з нею між 2013 і 2019 роками, з численними розривами між ними, і що Тісдейл повернулася до будинку Річардса під час першого карантину у Великобританії, що група спочатку складалася з нього, Тісдейл та Чемберс, і що Тісдейл попросла Річардса покинув групу в готелі The Wellington після їхнього романтичного розриву, що їхня дружба погіршилася після заручин Річардса з кимось іншим, і що вона «розлютилася» на нього і використала «все, що могла, щоб кинути в [нього] і змусити [його] почуватися лайном», і що «принаймні п'ять пісень» з їхнього однойменного дебютного альбому зробили «прямі напади на нього», включаючи «Piece Of Shit», яка включала рядок «You're like a piece of s ***, ти або тонеш, або ти пливеш», "Мокра мрія ", яка потішила досвід Тісдейл, коли Річардс написав їй повідомлення, щоб сказати, що він бачив про неї мокрий сон, і включив лірику «What makes you think you're good enough to think about me when you're touching yourself?», і «Ur Mum», який відкрився рядком «Коли я думаю про те, ким ти став, мені шкода твою маму», написаний про матір Річардса, яка померла від раку легенів у 2013 році у віці 62 років, незадовго до того, як він почав зустрічатися з Тісдейл. У тій самій статті також висловлювалося припущення Річардса, що він написав для гурту «Oh No» і «Too Late Now» і не було зазначено, і що це насправді був Джеймі Річардс, який придумав назву «Wet Leg» коли неправильно почув пропозицію Дуглас щодо «Мокрої книги», яка виникла з одного зі «списків дурних назв гуртів», які Дуглас і «кілька друзів» доповнювали щоразу, коли думали про «кумедну комбінацію слів». Через це журнал Far Out звинуватив його в женоненависництві, тоді як i припустив, що час Річардса було б краще витратити, «працюючи] старанніше та краще відновлюючись [замість] витрачати час на стрілянину по що [Тісдейл] побудував». А Consequence сказав, що "перефразовуючи власні слова Тісдейл, він справді здається трохи «шматком лайна».